# Praça 8 de Maio
Die Praça 8 de Maio (dt.: Platz des 8. Mai) ist ein Platz in der Innenstadt des portugiesischen Seebades Figueira da Foz.
Sein südliches Ende ist begrenzt durch die Rua da República und befindet sich wie sie auf dem Gebiet, das 1784 dem Mondego-Fluss abgenommen wurde. Seit 1880 trägt der Platz seinen heutigen Namen, nachdem er davor lange Praça Nova (dt.: Neuer Platz) hieß.
Der Name des Platzes gedenkt des 8. Mai 1834, des Tages, an dem die liberalen Truppen im Miguelistenkrieg Figueira erreichten. Der Platz ist auch nach seinem historischen Namen Praça Nova bekannt, in Abgrenzung zum nahegelegenen älteren Largo Luís de Camões, auch Praça Velha (dt.: Alter Platz) genannt.
Auf dem Platz steht ein 1911 errichtetes Denkmal für Manuel Fernandes Tomás, ein in Figueira geborener Aktivist der liberalen Revolution in Portugal. Ein Taxistand ist auf dem Platz eingerichtet, weswegen der Platz im Alltag gelegentlich auch Praça dos táxis genannt wird.